# 景旭枫
景旭枫，笔名百步，北京人，中华人民共和国编剧、作家。
毕业于北京交通大学建筑系，代表作有电视剧《雪豹》、《青盲》及长篇小说《天眼》等，其中《雪豹》获第26届金鹰奖。